# 让·比埃尔·克拉里斯·德·弗洛里昂

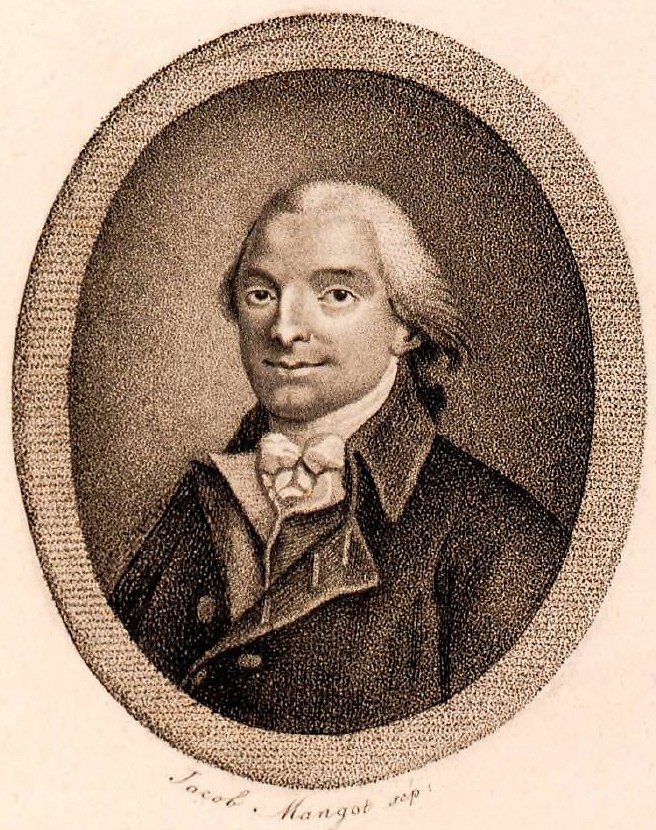
让·比埃尔·克拉里斯·德·弗洛里昂

尚·比埃尔·克拉里斯·德·弗洛里昂（Jean-Pierre Claris de Florian,1755-1794)是伏尔泰的侄孙，天资聪颖。他于一七八三年仿塞万提斯出版长篇小说《加拉提娅》，还翻译《堂吉诃德》。弗洛里昂创作过长篇小说、中篇小说、喜剧和牧歌式田园诗，这位年轻的作家三十七岁就进入法兰西学士院。大革命期间，他因贵族出身被捕，出狱后不久逝世，年仅三十九岁。弗洛里昂主要作品是一七九二年出版的五卷《寓言诗》，他在法国文学史上是继拉封丹后最重要的寓言诗人。著名作品《爱的欢乐》。